# Bankapura

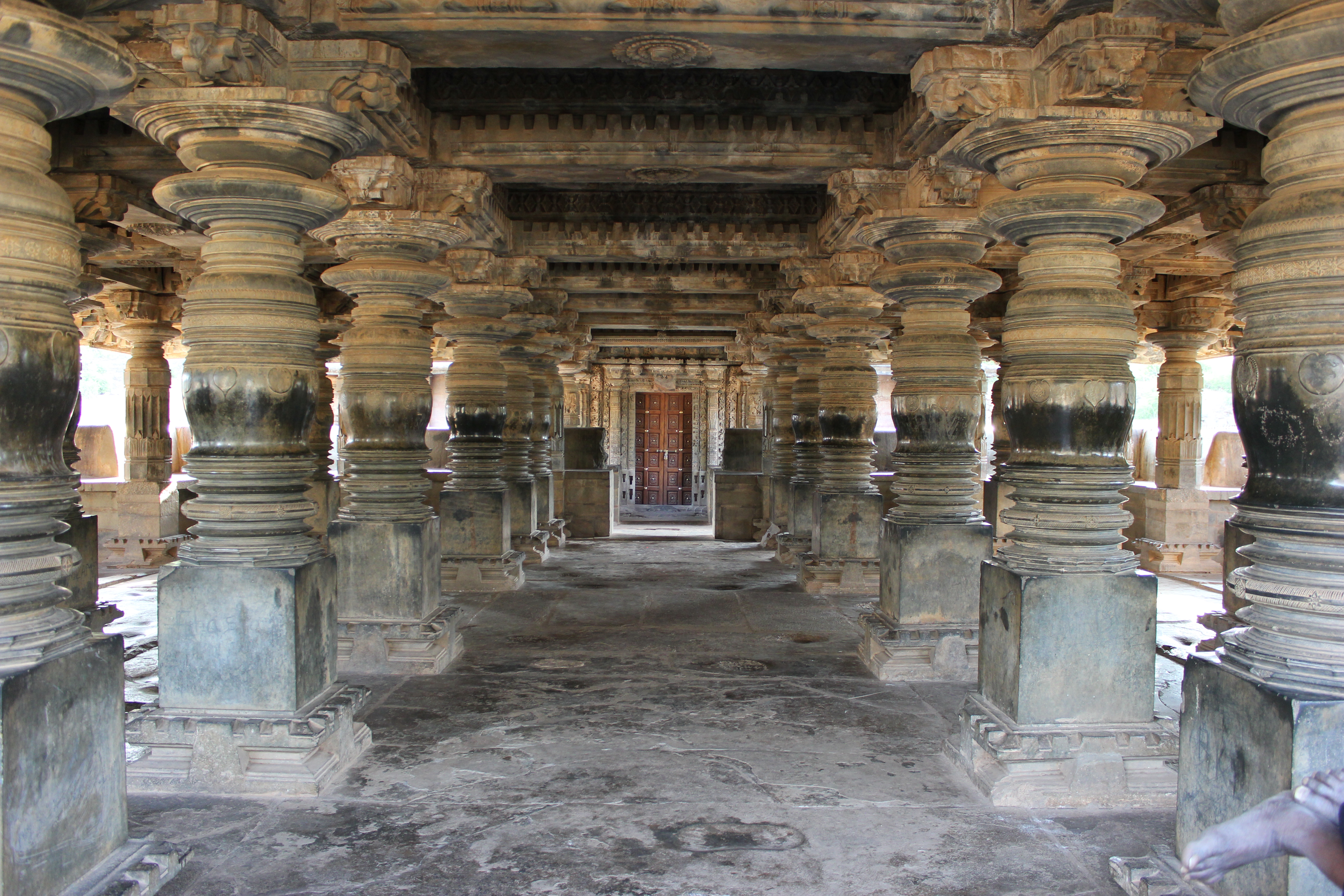
Vorhalle (mandapa)

Bankapura oder Bankapur (Kannada: ಬಂಕಾಪುರ) ist eine historisch bedeutsame Kleinstadt mit rund 25.000 Einwohnern im indischen Bundesstaat Karnataka.

## Lage und Klima
Bankapura liegt im Westen Karnatakas auf dem Dekkan-Plateau in einer Höhe von ca. 575 m etwa 21 km (Fahrtstrecke) nordwestlich der Distriktshauptstadt Haveri bzw. ca. 54 km südöstlich von Hubballi-Dharwad. Das Klima ist subtropisch warm; Regen (ca. 835 mm/Jahr) fällt fast nur in den sommerlichen Monsunmonaten.

## Bevölkerung
Offizielle Bevölkerungsstatistiken werden erst seit 1991 geführt und veröffentlicht.
| Jahr      | 1991  | 2001   | 2011   |
| Einwohner | k. A. | 20.324 | 22.529 |

Gut 51 % der mehrheitlich Kannada sprechenden Bevölkerung sind Hindus, etwa 48 % sind Moslems und weniger als 1 % gehören anderen Religionsgruppen wie Jains, Sikhs, Buddhisten, Christen an. Der männliche Bevölkerungsanteil übersteigt den weiblichen um ungefähr 7 %.

## Wirtschaft
Die Umgebung von Bankapura ist in hohem Maße landwirtschaftlich orientiert; in der Stadt selbst haben sich Handwerker, Händler und Dienstleister aller Art niedergelassen.

## Geschichte
Das Gebiet um Bankapura gehörte im frühen Mittelalter zum Reich der Kadamba, der Chalukyas von Badami und der Rashtrakutas. Wie Inschriften bezeugen kam die Stadt im 11. und 12. Jahrhundert unter die Einflusssphäre der Chalukyas von Kalyani, bis die Kalachuri und die Hoysala vorübergehend die Macht übernahmen, denen im Jahr 1348 das Vijayanagar-Reich folgte, das selbst wiederum im Jahr 1565 in der Schlacht von Talikota den vereinigten Heeren der Dekkan-Sultanate unterlag. Diese waren jedoch untereinander zerstritten und so konnte der hinduistische Fürstenstaat von Mysore die Macht zeitweise übernehmen, die ihm jedoch von den Sultanen der Adil-Shahi-Dynastie von Bijapur streitig gemacht wurde. Von 1761 bis 1799 okkupierten Haidar Ali und Tipu Sultan, zwei quasi unabhängig regierende Generäle des Fürstenstaats Mysore, die Macht; danach dehnten die Briten ihren Einfluss auch auf Südindien aus.

## Sehenswürdigkeiten

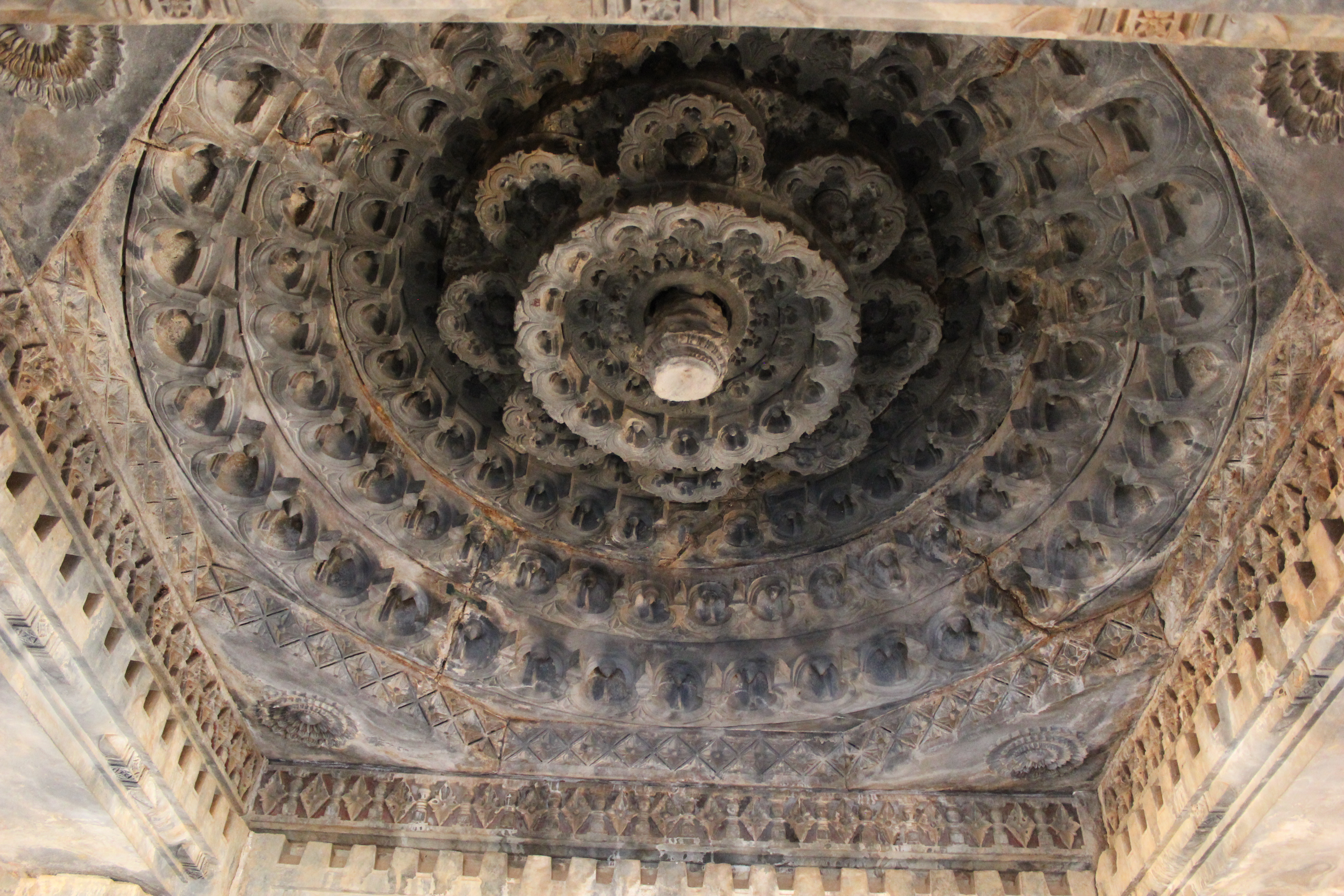
Kragkuppel in der Vorhalle (mandapa)

- Der flächenmäßig große Nagareshvara-Tempel ist dem Hindu-Gott Shiva geweiht und befindet sich in den Ruinen der ca. 1 km außerhalb der Stadt gelegenen ehemaligen Festung (fort); er entstand wahrscheinlich während der Herrschaft der Chalukya von Kalyani im 12. Jahrhundert. Der Tempel hat jedoch keine Turmaufbauten (vimanas) mehr, da diese – ebenso wie das Fort selbst – bei der Invasion der Adil Shahis im Jahr 1567 zerstört wurden. An die geschlossene Cella (garbhagriha) schließt sich eine langgestreckte seitlich offene Vorhalle (mandapa) mit balkonartigen Sitzbänken an, deren Dach auf ca. 60 gedrechselten Säulen aus leicht zu bearbeitendem Speckstein ruht; im Eingangsbereich ist die Vorhalle nochmals verbreitert. Das mehrfach abgestufte Portal zur leicht erhöhten Cella ist ein Meisterwerk der indischen Steinmetzkunst. Auch die – in Teilen an ältere Holzbautechniken erinnernde – Deckenbearbeitung verdient Beachtung – Höhepunkt ist eine Kragkuppel mit hängendem Schlussstein.
- In der Umgebung des Tempels liegen zahlreiche Bruchstücke, die an den ursprünglichen Glanz erinnern.